# Cid Silveira
Cid Silveira (20 de janeiro de 1910, São Vicente, São Paulo) foi um poeta, contador e economista brasileiro.

## História
De tradicional família da região de São Vicente, Silveira trabalhou muitos anos numa empresa que negociava com café em Santos. Em 1926, ao lado de Antonio de Freitas Guimarães, tornou-se diretor da Terra Santista, uma revista literária ilustrada.
Em fins da década de 1940, Silveira criou um grupo de estudos literários na cidade de Santos (os "pesquisistas"), dos quais participaram seu irmão, Miroel Silveira, e Cassiano Nunes, Francisco De Marchi, Nei Guimarães, Nair Lacerda, Leonardo Arroyo e Roldão Mendes Rosa.

## Obras
- Poemas da Minha Saudade, 1928
- Poesias, 1944
- Café, um drama na economia nacional, análise do mercado exportador, 1962
- Direito e Estado, 1977